# Аніо-Ветус

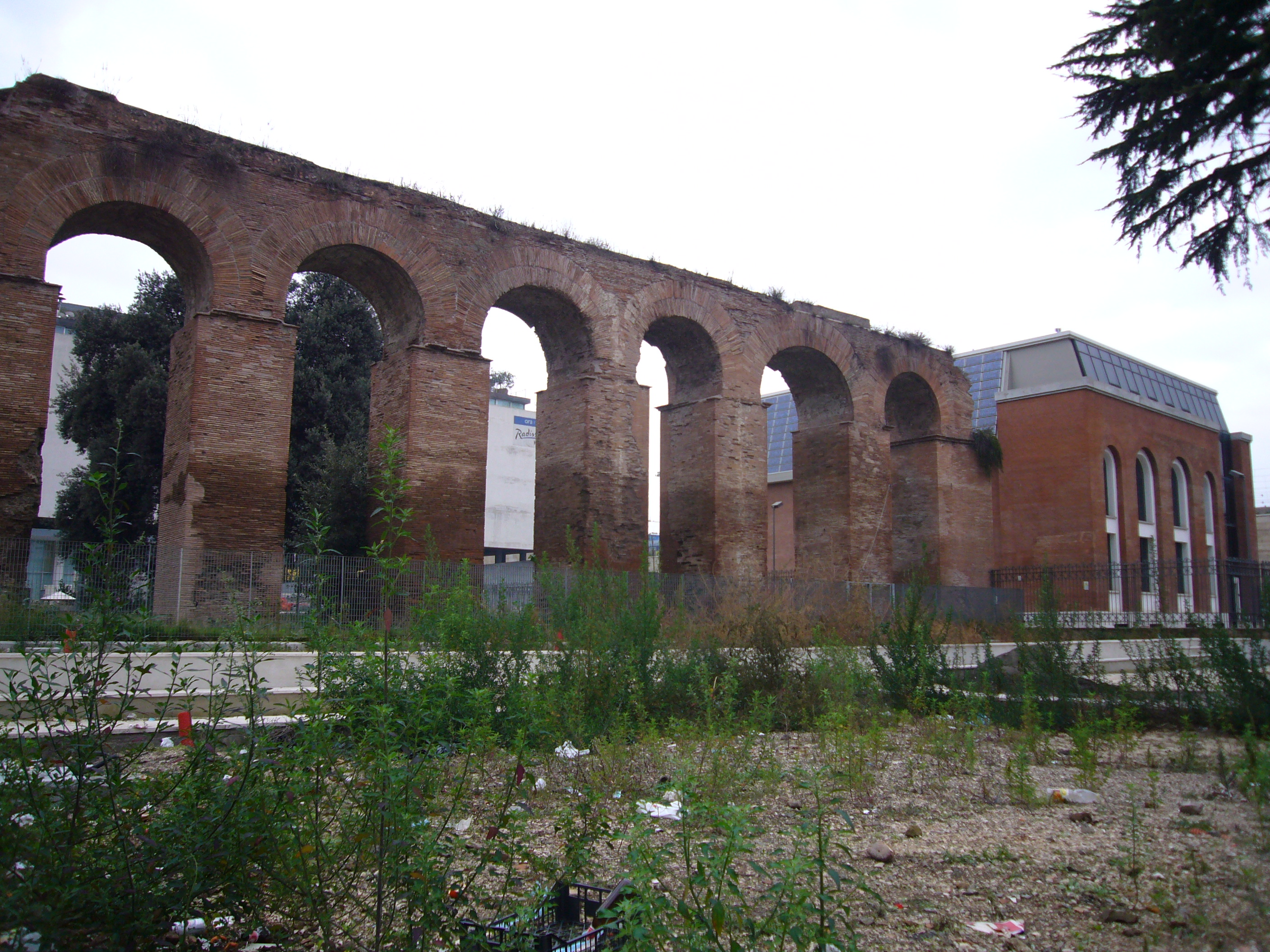
Рештки Аніо-Ветус на Есквіліні

Аніо-Ветус (Старий Аніо) — акведук у стародавньому Римі.

## Історія
Був другим акведуком, після Аква Аппія, збудованим у Римі. Назва акведука походить від річки Аніо (Ан'єне). Назву «старий» — акведук отримав після будівництва нового акведука — Аніо Новус у 38 році. Будівництво цього водопроводу було розпочато у 272 до н. е. і завершено в 269 до н. е. Будівництво почалося при цензорі Манії Курії Дентаті і Луції Папірії Претекстаті і йшло на кошти, отримані після перемоги над Пірром, завершено при Марку Фульвії Флакку.
Цим акведуком вода постачалася в Рим з річки Аніо, притоки Тибра. Довжина акведука становила 64 кілометри, він майже повністю проходив під землею і лише 300 метрів над землею. Його продуктивність у часи Секста Юлія Фронтіна становила бл. 60 000 м³ у день. Кілька разів акведук ремонтувався. Перший раз при  Квінті Марції Рексі у II столітті до н. е., другий раз при Марку Віпсаній Агріппі у 33 до н. е., а третій раз за часів імператора Октавіана Августа з 11 по 4 рік до н. е.. Після будівництва Аніо Новус, вода зі старого акведука стала використовуватися в основному для поливу садів.